# Point d'impact
Pour plus de détails, voir Fiche technique et Distribution.
Point d'impact (Derailed) est un film américain réalisé par Bob Misiorowski en 2002.

## Synopsis
Jacques Kristoff est un agent spécial qui doit escorter Galina, une voleuse professionnelle, dans un train qui va de Bratislava à Munich. Le train où se trouve également la famille de Kristoff, est pris en otage par des terroristes qui cherchent à récupérer une arme biochimique volée par Galina. Le virus se répand dans le train, obligeant les autorités à envisager sa destruction si Kristoff n’arrive pas à stopper celui-ci.

## Fiche technique
- Titre : Point d'impact
- Titre original : Derailed
- Réalisateur : Bob Misiorowski
- Producteur : Danny Lerner, Boaz Davidson, David Varod
- Scénariste : Boaz Davidson, Jace Anderson, Adam Gierasch
- Directeur de la photographie : Ross W. Clarkson
- Monteur : Marc Jakubowicz, Fernando Villena
- Date de sortie DVD
  -  États-Unis : 15 octobre 2002
  -  France : 6 janvier 2005

## Distribution
- Jean-Claude Van Damme : Jacques Kristoff
- Tomas Arana : Mason Cole
- Laura Elena Harring : Galina Konstantin
- Susan Gibney : Madeline Kristoff
- Lucy Jenner : Natasha
- Jessica Bowman : Bailey Kristoff
- Kristopher Van Varenberg : Ethan Kristoff
- John Bishop : Texas Bob
- Dayton Callie : Lars

## Anecdote
Kristopher Van Varenberg qui joue le fils de Jacques Kristoff dans le film est le propre fils de Jean Claude Van Damme.